# Parlamentswahl in Ghana 1965
Die Parlamentswahl in Ghana 1965 fand am 9. Juni 1965 in Ghana statt und war eine Scheinwahl. Zu diesem Zeitpunkt war in Ghana bereits nur noch eine Partei, die Convention People’s Party (CPP) des Präsidenten Kwame Nkrumah erlaubt. Die CPP durfte daher auch als einzige Partei an den „Wahlen“ teilnehmen. 
Die Wahlen waren die ersten für das Parlament Ghanas seit der Unabhängigkeit. Nkrumahs Sieg im Volksentscheid in Ghana 1960, bei dem es um die Annahme der Verfassung ging, wurde als Mandat für eine weitere Amtszeit der Mitglieder der Nationalversammlung angesehen. 
Alle 198 Sitze des Parlaments wurden nun von Mitgliedern der CPP eingenommen, die ohne Gegenkandidaten zur „Wahl“ angetreten waren.
Ein Jahr später wurde Nkrumah durch einen Putsch gestürzt, die Verfassung außer Kraft gesetzt und das Mehr-Parteien-System durch die nächsten Parlamentswahlen 1969 wieder eingeführt.